# Lotus Flower
"Lotus Flower" é uma canção da banda inglesa Radiohead. É o primeiro single do seu álbum de 2011, The King of Limbs. O humor é impulsionado pela música dos tambores repetitivos, batidas e baixo, algo que o Radiohead já havia experimentado em seu álbum anterior, In Rainbows. Thom Yorke tinha tocado essa música em shows solo dele. Ele fez tudo sozinho com um violão.  A versão que aparece no álbum, porém, é muito diferente da que Yorke tinha quando estreou em turnê com sua banda ao vivo Atoms for Peace.
Foi indicada ao Grammy.

## Videoclipe
O vídeo da música foi lançado em 18 de Fevereiro de 2011 e apresenta um filme em preto e branco do vocalista Thom Yorke dançando. O vídeo foi dirigido por Garth Jennings e coreografado por Wayne McGregor. O vídeo foi colocado no canal oficial no Youtube da banda em 16 de fevereiro de 2011.